# ویلیام فارست (هنرپیشه)
ویلیام فارست (انگلیسی: William Forrest؛ ‏ ۱۰ اکتبر ۱۹۰۲ – ۲۶ ژانویهٔ ۱۹۸۹) بازیگر اهل ایالات متحده آمریکا بود.
از فیلم‌ها یا برنامه‌های تلویزیونی که وی در آن نقش داشته‌است می‌توان به یاران و  سواره‌نظام اشاره کرد.